# آلبرت آر الیینگوود
آلبرت آر الیینگوود (انگلیسی: Albert R. Ellingwood; ۲۲ ژوئن ۱۸۸۷ – ۱۲ مهٔ ۱۹۳۴) گردشگر، کارشناس سیاسی، و کوهنورد اهل ایالات متحده آمریکا بود.
وی همچنین برندهٔ جوایزی همچون بورسیه رودز شده‌است.